# 本間敏之
本間 敏之（ほんま としゆき、1961年9月14日 - ）は、静岡県静岡市清水区（旧清水市）出身の音楽家。THE 虎舞竜のキーボードを担当する傍ら、器楽曲音楽ユニット、蝦馬（EBIUMA）としても活躍。現在はインディーズシーンでライブ活動をしている。自身の活動以外に新人プロデュース、作曲、ギター、キーボード、ピアノ編曲レッスンも行っている。

## 作品
TOSHIYUKI HONMA
1. RESURRECTION
2. ResurrectionMore
3. We Are One
4. PIANO MAN
5. ResurrectionComplete

蝦馬(EBIUMA)
2006年4月15日 MVDVD付アルバム『桃源郷』リリース
2009年2月22日 アルバム『ハイカラ』リリース
2010年4月16日LUCKY DEVIL RECORDSよりアルバム『EBIUMA × SUIKYO』リリース